# Dynastes grantii
Dynastes granti Horn, 1870, è un coleottero appartenente alla sottofamiglia dei Dynastinae.

## Descrizione

### Adulto
Questi scarabei presentano una colorazione molto più chiara di quella che si può osservare nelle altre specie della stessa sottofamiglia. Infatti essi presentano un grigio chiaro con delle macchie nere o marroni sia sulle elitre che sul torace. I maschi presentano 2 corna: uno cefalico e uno toracico usati nelle sfide contro gli altri maschi per contendersi la femmina (che non ne possiede, accentuando il dimorfismo sessuale). il Dynastes granti è un coleottero di grandi dimensioni e può raggiungere i 10 cm di lunghezza nei maschi meglio sviluppati. Le zampe sono lunghe e forti (soprattutto quelle anteriori) atte ad attaccarsi agli alberi su cui vive. La testa presenta antenne molto corte, con l'ultimo segmento a forma di mazza, due occhi composti sensibili ai raggi UV di medie dimensioni e un paio di mandibole ben sviluppate che però non utilizzano per difendersi.

### Larva
Le larve di questi dinastini sono della tipica forma a "C", con testa e zampe chitinose e sclerificate, per permettere all'insetto di muoversi più facilmente nel terreno. Presenta una colorazione quasi interamente biancastra, ad eccezione della testa, delle zampe (che come abbiamo detto sono sclerificate) e della parte terminale dell'addome, che è di un colore bluastro. Lungo i fianchi la larva possiede dei forellini chitinosi che utilizza per respirare. L'estremità dell'addome presenta una colorazione verso il bluastro e contiene l'ano.

## Biologia
I dynastes granti è di abitudini prettamente notturne (ragion per cui è facilmente attratto dalle luci artificiali) e vive nei boschi americane. I maschi, per aggiudicarsi la femmina ingaggiano dure lotte con gli altri maschi utilizzando le possenti corna. In queste battaglie, però, nessuno rimane mai ferito o ucciso grazie alla particolare conformazione del corpo che si è evoluto a questo scopo, se così non fosse stato vi sarebbero numerose perdite all'interno della specie che rischierebbe l'estinzione. Lo stadio larvale dura circa 1 anno e mezzo e, durante questo periodo, le larve si nutriranno esclusivamente di legno di latifoglie in decomposizione.

## Distribuzione
Rinvenuto negli Stati Uniti occidentali, in alcune località dell'Arizona e dello Utah; ed in Messico. Predilige ambienti boschivi e umidi come le foreste.